# Scotura contracta
Scotura contracta är en fjärilsart som beskrevs av Paul Dognin 1923. Scotura contracta ingår i släktet Scotura och familjen tandspinnare. Inga underarter finns listade.